# Старцев, Константин Степанович
Константин Степанович Старцев — инженер завода «Красное Сормово», лауреат Ленинской премии.
Родился 28 мая 1930 года.
Окончил Горьковский институт инженеров водного транспорта (1954, с отличием).
С 1954 по 1991 год работал на заводе «Красное Сормово»: мастер в судокорпусном цехе, старший строитель судов, главный технолог проекта ОГТ, зам. главного инженера, с 1974 главный технолог завода.
С 1991 г. доцент кафедры кораблестроения и авиационной техники Нижегородского государственного технического университета.
Ленинская премия 1970 года — за создание АПЛ пр. 670.
Награждён орденами Трудового Красного Знамени и «Знак Почёта».
Публикации:
- Трудоёмкость постройки судов. Классификация, назначение и порядок определения : Учеб.-справ. пособие при выполнении практ. работ, курсового и диплом. проектирования для студентов специальностей 14.01 и 14. 02 / К. С. Старцев; М-во образования Рос. Федерации. Нижегор. гос. техн. ун-т. — Н. Новгород : Нижегор. гос. техн. ун-т, 2001. — 87, [1] с. : ил., табл.; 21 см; ISBN 5-93272-092-1